# Distretto di Gerze

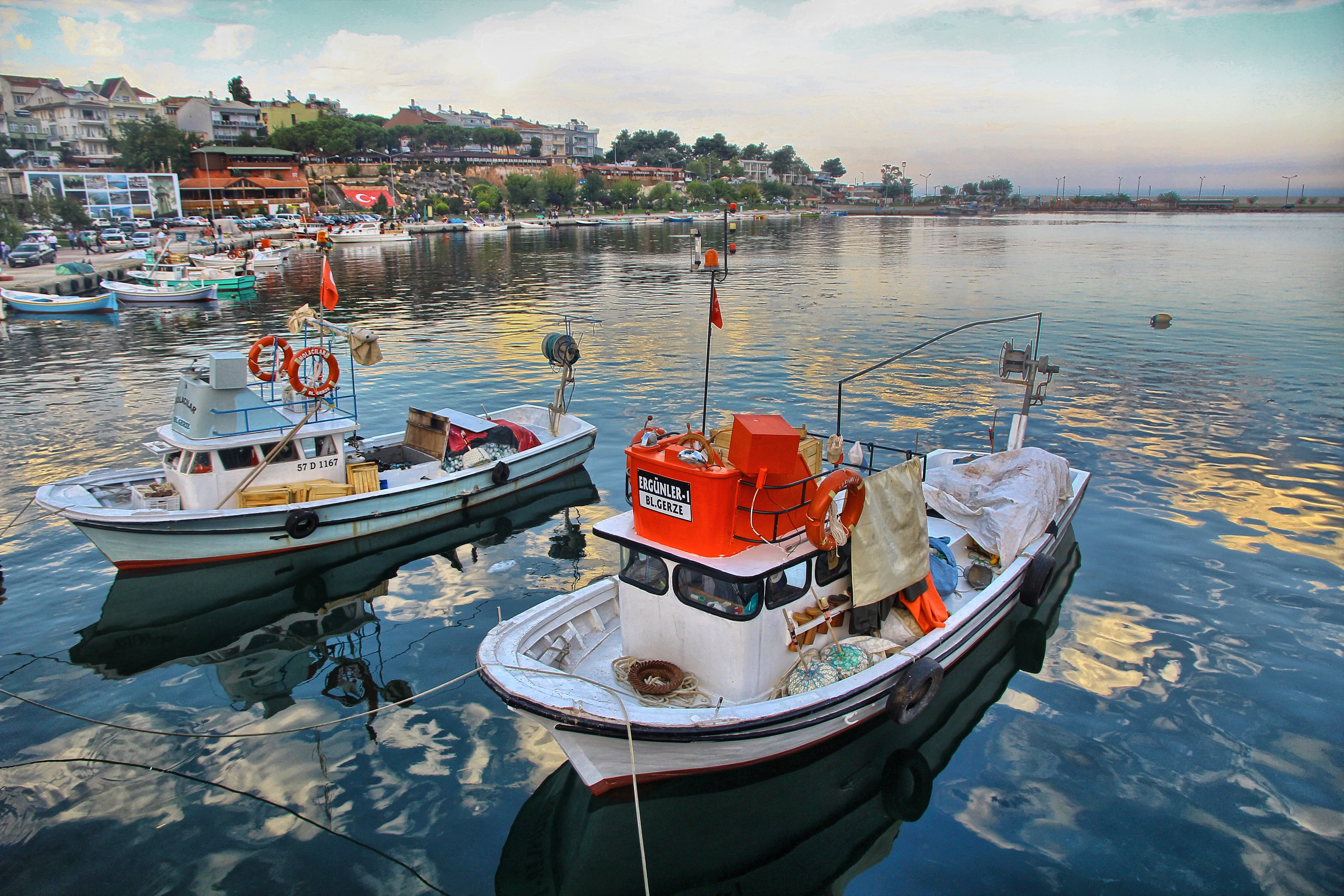
Gerze

Il distretto di Gerze (in turco Gerze ilçesi) è uno dei distretti della provincia di Sinope, in Turchia.